# Jacobs Football Club
El Jacobs Football Club fue un club de fútbol de Irlanda, con sede en Dublín.

## Historia
Fue fundado en el año 1919 en el suburbio de Crumlin de la capital Dublín luego del éxito del club como equipo juvenil en la Liga de Leinster, como el equipo representante de la Jacobs Biscuit Factory.
En 1921 se convierte en uno de los equipos fundadores de la Liga irlandesa de fútbol terminando en quinto lugar en su primera temporada. En la temporada 1923/24 el club termina en tercer lugar de la Liga irlandesa de fútbol y llega a las semifinales de la Copa de Irlanda al año siguiente, al igual como lo hizo una temporada antes, pero luego de tres temporadas consecutivas en las que terminó en último lugar no fueron elegibles para jugar en la temporada 1931/32 de la Liga irlandesa de fútbol luego de que fuese reducida de 12 a 10 equipos.
Posteriormente el club retorna a la liga de Leinster, y ganaron la Copa Intermedia de Irlanda en la temporada 1949/50 venciendo en la final al St. Patrick's Athletic FC en la final, además de llegar a la final de esa copa en tres ocasiones, y ser campeón de Leinster en dos ocasiones hasta que desaparece en 1969 luego de alcanzar la ronda de octavos de final de la Copa de Irlanda de la temporada 1968/69.

## Palmarés

### Torneos nacionales
- Copa Intermedia (1): 1949–50

### Torneos locales
- Liga de Leinster (4): 1952–53, 1953–54, 1954–55, 1967–68